# InformAction Films
InformAction Films est une société de production audiovisuelle québécoise basée à Montréal. Créée en 1971 par la productrice Nathalie Barton, les réalisateurs Jean-Claude Bürger et Gérard Le Chêne, InformAction se spécialise dans la production de documentaires d'auteur, de documentaires de création et d'enquête sur les grands enjeux de la politique internationale, de la société contemporaine, des droits de l'Homme, sur la culture et l'art destinés aux salles de cinéma et à la télévision. 
Les producteurs Ian Quenneville et Ian Oliveri se sont joints à la compagnie en 1999 et 2000 pour faire équipe avec Nathalie Barton.

## Historique
Les débuts de la société sont marqués par la production de documentaires géopolitiques, traitant de conflits internationaux (la guerre du Soudan du Sud, la guerre au Cameroun, la répression en Guinée sous Sékou Touré, la guerre d'Algérie ou encore la guerre qui opposa le Bangladesh au Pakistan).  
La vocation d'InformAction était alors "d'attirer l'attention sur des situations ou des cultures à travers le monde qui [à cette époque] avaient en commun d'être ignorées par les médias". À partir des années 1990, la société s'ouvre à de nouvelles thématiques : L'art, la culture populaire, les enjeux sociaux et politiques contemporains sont devenus au fil du temps, des sujets récurrents des productions InformAction.  
D'un point de vue éditorial et comme le soulignent les trois fondateurs, la société assume une "préférence pour l'ouverture sur l'ailleurs, les personnages méconnus, les idées non reçues et le politiquement incorrect". La maison est aujourd'hui l'une des plus anciennes sociétés de production de documentaires au Canada.  Les œuvres qu'elle a produites ont connu des sélections en festivals et ont reçu des récompenses au Canada et à l'étranger. 

## Filmographie
- 1971 : Anyanya, réalisé par Alain d'Aix et Morgane Laliberté
- 1972 : Yvongélisation, réalisé par Alain d'Aix
- 1972 : Tam-tams et balafons, réalisé par Alain d'Aix
- 1976 : Contre-Censure, réalisé par Alain d'Aix
- 1977 : L'Âge de guerre, réalisé par Jean-Claude Bürger
- 1978 : Rasanbleman, réalisé par Alain d'Aix
- 1978 : La Danse avec l'aveugle, réalisé par Alain d'Aix
- 1980 : Série Recours, réalisé par Alain d'Aix, Jean-Claude Bürger et Morgane Laliberté
- 1981 : Le Dur Désir de dire, réalisé par Alain d'Aix
- 1981 : Comme un bateau dans le ciel, réalisé par Alain d'Aix
- 1982 : Vivre en créole, réalisé par Alain d'Aix
- 1983 : Mercenaires en quête d'auteurs, réalisé par Alain d’Aix, Jean-Claude Bürger et Morgane Laliberté
- 1984 : Zone de turbulence, réalisé par Alain d'Aix
- 1985 : Justice blanche, réalisé par Françoise Wera et Morgane Laliberté
- 1986 : Nous près, nous loin (en), réalisé par Alain d'Aix
- 1997 : Anatomie de Tarzan, réalisé par Alain d'Aix
- 1999 : L'Heure de Cuba, réalisé par Jean-Daniel Lafond
- 2000 : Les Couleurs du sang, réalisé par Philippe Baylaucq
- 2000 : Il ne leur manque que la parole, réalisé par Alain d’Aix
- 2001 :Bad Girl réalisé par Marielle Nitoslawska
- 2002 : Trafiquants des civilisations perdues, réalisé par Jean-Claude Bürger
- 2002 : Le Voyage de Charlie, réalisé par Stéphane Bégoin
- 2002 : Salam Iran, une lettre persane, réalisé par Jean-Daniel Lafond
- 2003 : Un toit, un violon, la lune, réalisé par Carole Laganière
- 2003 : Les Messagers, réalisé par Helen Doyle
- 2003 : Vivre en solo, réalisé par Doïna Harap
- 2004 : Vues de l'est, réalisé par Carole Laganière
- 2004 : De mémoire de chats : les ruelles, réalisé par Manon Barbeau
- 2005 : La Griffe magique, réalisé par Carlos Ferrand
- 2005 : Le Génocide en moi, réalisé par Araz Artinian
- 2005 : Solo Parent, réalisé par Doïna Harap
- 2005 : Plus vrai que nature, réalisé par Tally Abecassis
- 2005 : Le Deuil de la violence, réalisé par Olivier Lassu
- 2006 : Parc Lafontaine, réalisé par Carole Laganière
- 2006 : Le Fugitif ou les Vérités d'Hassan, réalisé par Jean-Daniel Lafond
- 2006 : Vieillir en solo : le défi, réalisé par Doïna Harap
- 2007 : Ondes de choc, réalisé par Pierre Mignault
- 2007 : Chroniques afghanes, réalisé par Dominic Morissette
- 2008 : La Dynamique du cerveau, réalisé par Philippe Baylaucq
- 2008 : Hommes à louer, réalisé par Rodrigue Jean
- 2008 : Le Magicien de Kaboul, réalisé par Philippe Baylaucq
- 2008 : Tête de tuque, réalisé par Pierre Mignault
- 2009 : Chef Thémis, cuisinier sans frontières, réalisé par Philippe Lavalette
- 2009 : Small Wonders, réalisé par Tally Abecassis
- 2009 : Terre d'asile, réalisé par Karen Cho
- 2009 : Birmanie l'indomptable, réalisé par Pierre Mignault
- 2009 : Quand Shakespeare trompe l'œil, réalisé par Anne Henderson
- 2010 : Première Année, réalisé par Carole Laganière
- 2010 : Les Collectionneurs, réalisé par Tally Abecassis
- 2011 : L'Est pour toujours, réalisé par Carole Laganière
- 2012 : Voyage au bout de la nuit, réalisé par Arnaud Bouquet
- 2013 : En attendant le printemps, réalisé par Marie-Geneviève Chabot
- 2013 : Les Trains de la vie, réalisé par André Melançon
- 2013 : Taxi, réalisé par Wendy Champagne
- 2013 : Le Sable, enquête sur une disparition, réalisé par Denis Delestrac
- 2013 : Rachel, la star aux pieds nus, réalisé par Pierre Mignault
- 2013 : Dans un océan d'images, réalisé par Helen Doyle
- 2013 : Ce corps qui parle, réalisé par Doïna Harap
- 2014 : Le Grand Défi, réalisé par Guy Boutin
- 2014 : Le Nouveau Visage de Coco, réalisé par Guy Boutin
- 2014 : La Droite religieuse au Canada, réalisé par Jon Kalina
- 2014 : Le Prix à payer, réalisé par Harold Crooks
- 2015 : Les Derniers Hommes éléphants, réalisé par Daniel Ferguson